# Подкуп
По́дкуп — передача материальных благ в обмен на нарушение подкупаемым своих договорных обязательств или долга. Подкуп государственного служащего — разновидность коррупции — называется дачей взятки.

## В уголовном праве
В УК РФ комме́рческий по́дкуп — это экономическое преступление (статья 204), состоящее в незаконной передаче лицу, выполняющему управляющие функции в организации, материальных ценностей или оказание ему услуг имущественного характера за действия (бездействие), связанные со служебным положением подкупаемого, совершаемые в интересах подкупающего. Также, статья  309 УК — подкуп свидетеля или иного участника процессов правосудия.

## В избирательном праве
При проведении выборов нарушением является подкуп избирателей, при котором совершающий преступление препятствует свободному волеизъявлению избирателей. Иногда оплата может производиться лишь после фотографирования заполненного бюллетеня.

## Другие значения
В обыденной речи слово «подкупить» может также означать «вызвать симпатию»: в этом смысле подкупить можно добротой, честностью, надёжностью, ясностью, мастерством и т.д.